# Escuela de Bellas Artes (París)
La Escuela Nacional Superior de Bellas Artes de París (en francés: École nationale supérieure des beaux-arts; ENSBA), también conocida como Beaux Arts de París, es una escuela universitaria de arte con prestigio internacional ubicada en París, Francia. Es una universidad pública bajo la tutela del Ministerio de Cultura de Francia. Tiene su origen en la Escuela Nacional Superior de Bellas Artes de París.
Las bellas artes que se impartían eran cuatro: pintura, escultura, grabado, con la arquitectura hasta 1968, cuando el ministro de Cultura André Malraux, creó ocho Unidades Pedagógicas de Arquitectura (UPA) distribuidas en todo el territorio francés, en respuesta a la crisis en el ámbito académico por los conflictos políticos. Al hacerlo, se rompió la unidad de las disciplinas de las artes. Desde entonces, las unidades pedagógicas se han convertido en las Escuelas Nacionales Superiores de Arquitectura (ENSA).

## Historia
Los locales actuales son el resultado del decreto de 21 de marzo de 1816 tras la creación de la Académie des Beaux-Arts. Sin embargo, cinco años antes, el decreto imperial del 24 de febrero de 1811 de Napoleón ya había previsto la construcción de una escuela de bellas artes, sin especificar un emplazamiento. Los estudiantes se instalaron oficialmente en 1817 y la primera piedra de los nuevos edificios se colocó el 3 de mayo de 1820.

## Colección de arte
La institución cuenta con un colosal patrimonio artístico, reunido por diversos cauces: obras de las antiguas Academias Reales, de becarios ganadores del Prix de Rome, donaciones... Si se suman dibujos y grabados, totalizan unas 450.000 piezas.
El repertorio de pinturas incluye unas 2.000, con nombres como Poussin, Van Dyck, Rigaud, Fragonard e Ingres. El de dibujos, con 20.000 ejemplos, incluye a Durero (Retrato de Federico III de Sajonia), Miguel Ángel, Veronés, Pontormo, Primaticcio, Rubens, Fragonard, Delacroix... 
Hay además 100.000 grabados, 45.000 diseños de arquitectura, 75.000 fotografías y 65.000 libros, de los cuales 3.500 son de los siglos XV y XVI.

## Profesores
- Christian Boltanski, artista plástico.
- Claude Closky, artista plástico.
- Annette Messager, artista plástico.
- Patrick Tosani, fotógrafo.
- Tatiana Trouvé, escultora.

## Alumnos destacados
- Antoine Bourdelle, escultor.
- Bernard Buffet, pintor.
- Cesar Nuñez, pintor.
- George Desvallières, pintor.
- François Brunet de Baines, arquitecto.
- Olivier Debré, pintor.
- Joann Sfar, dibujante y guionista de historietas.
- Roland Topor, pintor e ilustrador.
- Joseph Carré, arquitecto y profesor.
- Andrey Lekarski, pintor y escultor.
- María Félix, actriz.
- Mario Pani, arquitecto.
- Nicolás de Montenegro, arquitecto y príncipe de Montenegro.[1]
- Eugène Joannon Crozier, arquitecto e Ingeniero
- Jean Nouvel, arquitecto
- Valentino, modisto y diseñador.
- Yubé Ortiz, escultor, pintor.[2]

Antonio Rivas Mercado, arquitecto e ingeniero

## Galería

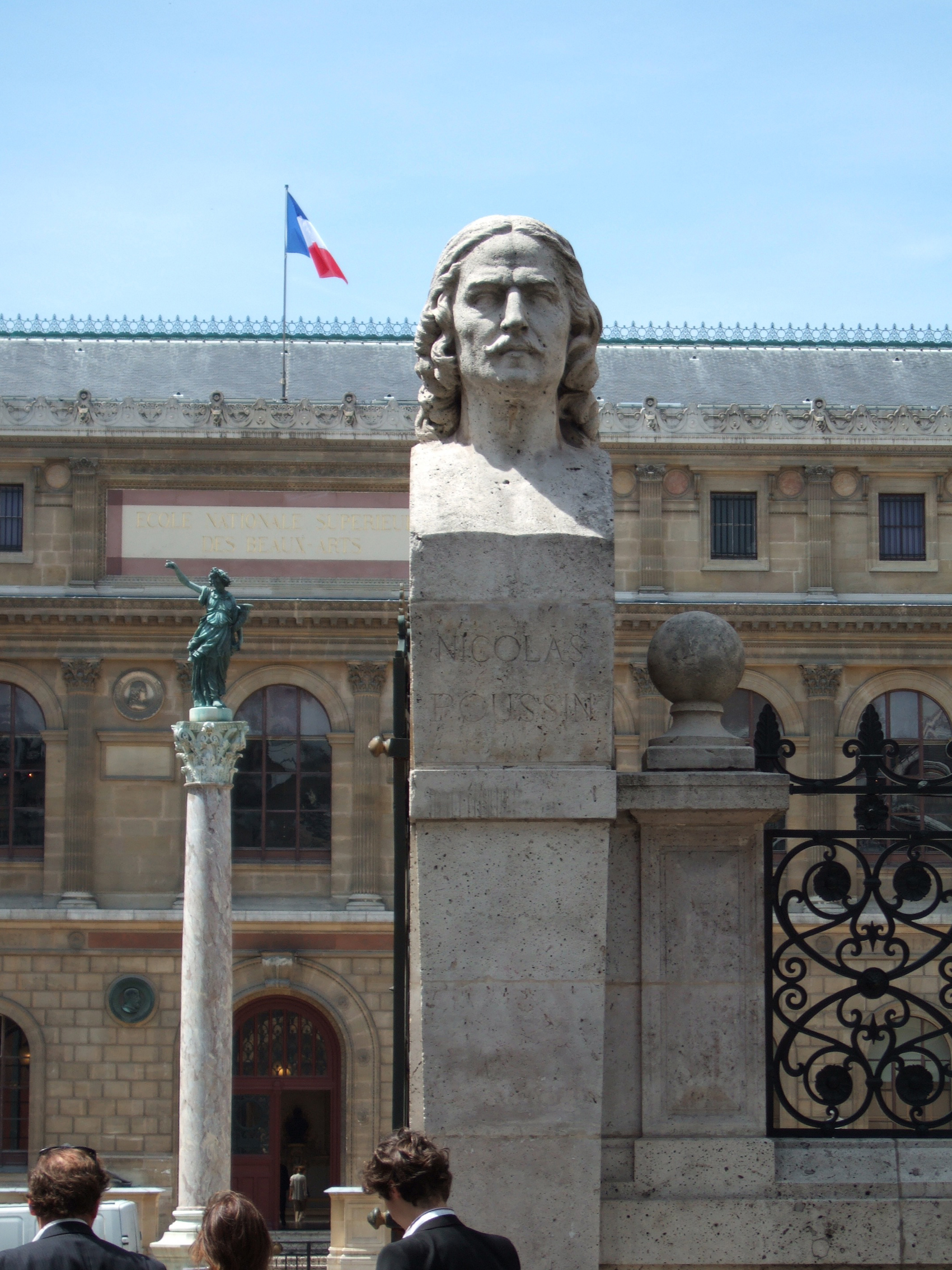
La entrada con un busto de Nicolas Poussin
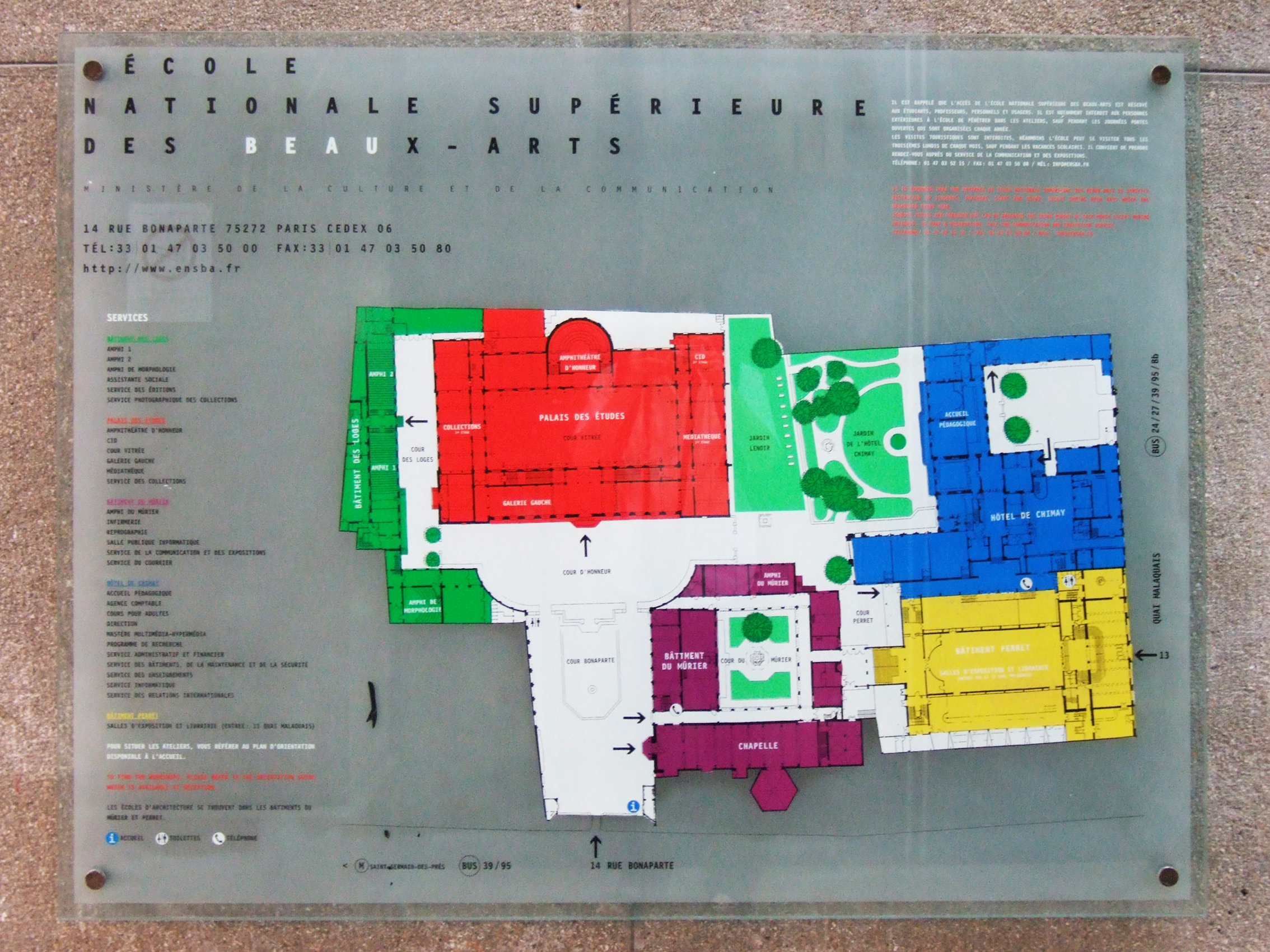
El plano de la Escuela
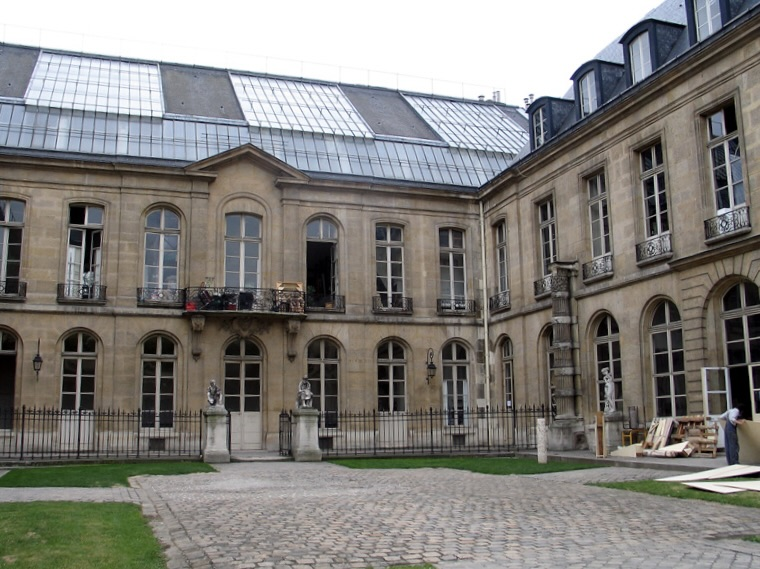
Patio interior
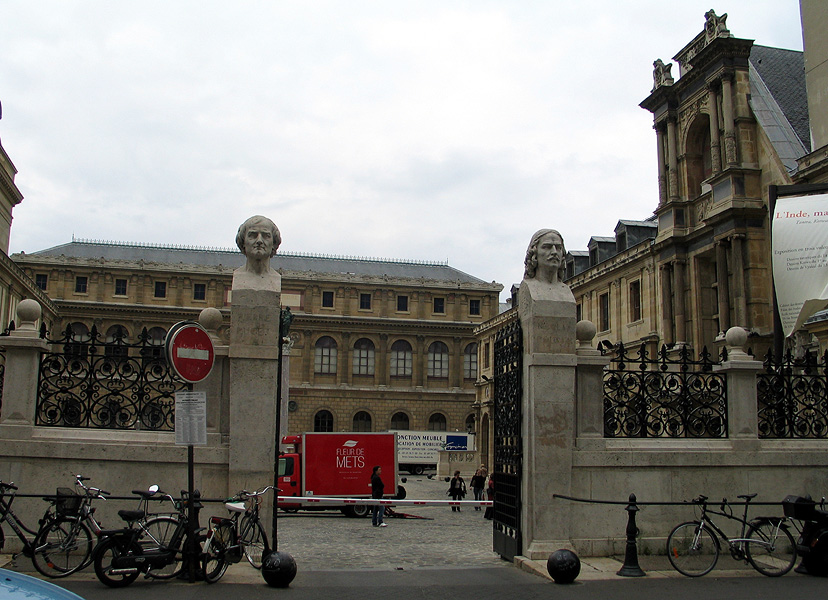
Entrada por la calle Bonaparte
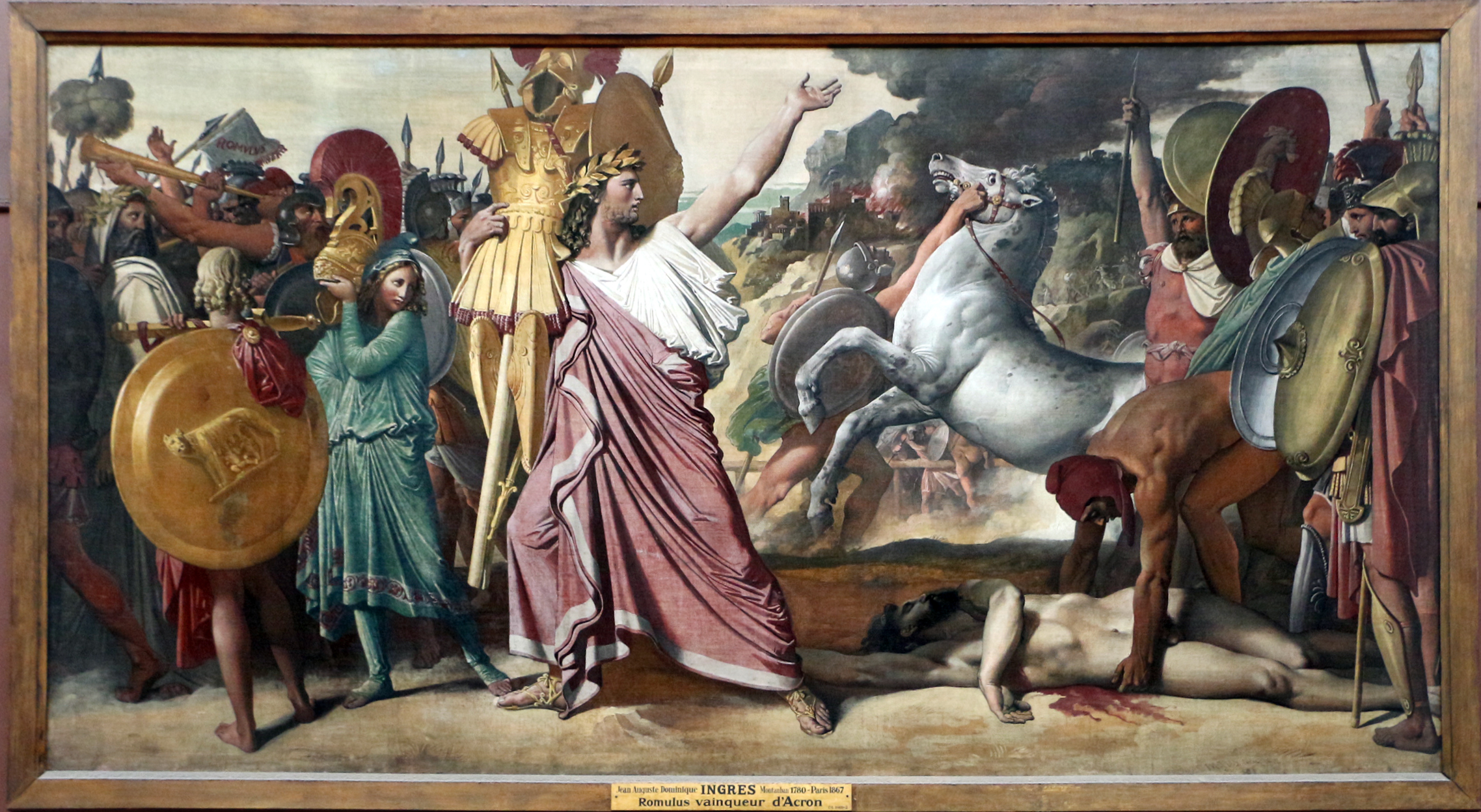
Rómulo lleva al templo de Júpiter las armas del vencido Acrón, de Jean-Auguste-Dominique Ingres (1812)